# Ignazio Bedini
Ignazio Bedini (ur. 27 czerwca 1939 w Prignano sulla Secchia) – włoski duchowny rzymskokatolicki posługujący w Iranie, w latach 1990-2015 arcybiskup Isfahanu.

## Życiorys
Święcenia kapłańskie przyjął 21 grudnia 1968. 2 grudnia 1989 został prekonizowany arcybiskupem Isfahanu. Sakrę biskupią otrzymał 6 stycznia 1990. 20 stycznia 2015 przeszedł na emeryturę.